# Йонг Су Хеонг
Йонг Су Хеонг (малайск. Yong Soo Heong; р. 1954, Пинанг) — журналист, генеральный директор Национального информационного агентства Малайзии «Бернама» в 2013—2014 гг.

## Краткая биография
Был профессиональным бадминтонистом. Начал карьеру журналиста с работы в пинангской газете «Стрейтс Экоу», затем в 1974 г. перешел на работу в информационное агентство «Бернама». В 1992 г. получил диплом в области бизнес-журналистики в Центре для иностранных журналистов в Виргинии (США). В 1998 г. стал редактором службы экономических новостей, в 2003 г. — исполнительным редактором «Бернамы». С 2007 г. по 2012 г. был главным редактором, а в 2013—2014 гг. — генеральным директором агентства.
Прославился как спортивный журналист, а затем как репортер по вопросам бизнеса. Брал интервью у премьер-министра Малайзии Махатхира Мохамада, основателя японской корпорации «Сони» Акио Морита, основателя и руководителя компании Dell Майкла Сол Делла, американского инженера и бизнесмена, члена совета директоров корпорации Google Inc Алана Маллали и др. В 2015 г. назначен на пост председателя Малайзийского глобального бизнес-форума. Попечитель Малайзийского института прессы, член группы советников Бюро по рассмотрению жалоб департамента премьер-министра.

## Награды
- Орден Короны (Darjah Seri Mahkota Wilayah) от Верховного правителя Малайзии и звание Датук (2008)
- Китайско-малайзийская Звезда Дружбы (в связи с 40-летием установления дипотношений) (2014)[5]
- Специальная награда за вклад в журналистику по случаю 50-летия агентства «Бернама» (2019)[6]

## Публикации
- FUZI HANIM — BUILDING BRIDGES OF GOODWILL by Yong Soo Heong.

## Семья
- Супруга — Датин Ами Бок Сун Буй (малайск. Datin Amy Bok Soon Boey; ум. в 2015)[7]
- Сын — Тун Ли (1987 г.р., инженер)